# Balanophyllia gemmifera
Balanophyllia gemmifera är en korallart som beskrevs av Carl Benjamin Klunzinger 1879. Balanophyllia gemmifera ingår i släktet Balanophyllia och familjen Dendrophylliidae.
Artens utbredningsområde är Indiska oceanen. Inga underarter finns listade i Catalogue of Life.